# Росс, Хью Далримпл
Сэр Хью Далримпл Росс (англ. Hew Dalrymple Ross; 5 июля 1779 — 10 декабря 1868) — британский военачальник, фельдмаршал (1 января 1868).

## Биография
Сын майора Джона Росса и Джейн Росс (урождённой Бьюкен), Росс получил образование в Королевской военной академии в Вулидже, откуда 6 марта 1795 года был выпущен вторым лейтенантом в Королевскую артиллерию. С 10 мая 1796 года — лейтенант. В этом чине участвовал в подавлении Ирландского восстания 1798 года. 1 сентября 1803 года был повышен до капитан-лейтенанта, а 26 июля 1804 — до второго капитана. В этом чине служил на должности адъютанта 4-го батальона Королевской артиллерии в казармах Вулиджа. Получив 24 июля 1806 года чин первого капитана, Росс получил командование отрядом Королевской конной артиллерии, который позже стал известен, как Каштановый отряд (Каштановая батарея). 
Во главе этой батареи Хью Росс покрыл себя славой во время войны в Испании в армии под командованием герцога Веллингтона. Его участие в этой войне началось в 1809 году с высадки в Лиссабоне. Там батарея Росса была придана Лёгкой дивизии генерала Роберта Кроуфорда по прозвищу Чёрный Боб Кроуфорд. В составе дивизии батарея сражалась с французами в битве при Бусаку, боях на укреплённой линии Торрес-Ведрас, битвах при Помбале, при Рединье и при Казаль-Ново, при Сабугале и в кровопролитном сражении при Фуэнтес-де-Оньоро. 31 декабря 1811 года Хью Росс был повышен до майора.
В испанскую кампанию 1812 года Росс участвовал в осаде Сьюдад-Родриго, в осаде Бадахоса и в битве при Саламанке. В 1813 году, в битве при Витории, закончившейся полным разгромом французских войск, солдатам Росса выпало честь захватить последнее орудие, всё ещё остававшееся у французов (все прочие пушки были потеряны ими ранее). В июле 1813 года Росс принял участие в битве при Пиренеях, за которой последовали сражения уже на территории Франции — при Бидасоа, при Нивеле, при Ниве (где под Россом была убита лошадь) и при Байонне. 
Таким образом, Росс со своей батарей проделал путь от Лиссабона, столицы Португалии, где англичане были практически осаждены французами, до испанской границы, а затем через всю Испанию до Пиренеев, вслед за отступающими французами, терпевшими от войск герцога Веллингтона поражение за поражением, и далее, по территории южной Франции. За своё успешное командование батареей в ходе этой кампании Хью Росс был награждён орденом Бани (4 января 1815 года). 
Во время Ста дней батарея Росса приняла самое активное участие в битве при Ватерлоо, потеряла до половины личного состава, однако, несмотря на это принимала участие в преследовании отступающих французов. После битвы при Ватерлоо, Хью Росс оказался в числе отличившихся британских командиров, которым, по ходатайству русского военного представителя Поццо ди Борго, царём Александром I были пожалованы русские ордена. Хью Россу был прислан орден святой Анны 2-й степени. 
Дальнейшая карьера Росса протекала мирно и в основном сводилась к пожинанию плодов от прежних заслуг. В 1825 году он возглавил артиллерию Северного военного округа, 22 июня 1830 года был произведён в полковники, а 23 апреля 1840 года стал заместителем генерал-адъютанта Королевской артиллерии. 23 ноября 1841 года Хью Росс получил чин генерал-майора, а 11 ноября 1851 года — генерал-лейтенанта. В 1854 году престарелый Росс стал генерал-инспектором артиллерийских вооружений, и в этом качестве отвечал за проверку орудий, отправлявшихся к лорду Реглану под Севастополь в ходе Крымской войны. 
28 ноября 1854 года Росс стал полным генералом, 22 мая 1855 года — генерал-адъютантом Королевской артиллерии, 5 июля 1855 года был награждён большим крестом ордена Бани.
Наконец, уже в дремучей старости Росс дождался и фельдмаршальского звания, которое было присуждено ему 1 января 1868 года (более чем через 50 лет после его последнего участия в полевом сражении). Сэр Хью Росс скончался несколько месяцев спустя, 10 октября 1868 года, в своём доме в Найтсбридже (район Лондона) в должности лейтенанта-губернатора Королевского военного госпиталя в Челси.

## Семья
С 1816 году Хью Росс был женат на Элизабет Грэм. У них было два сына: майор Хью Грэм Росс (1817—1848) и генерал сэр Джон Росс (1829—1905). 
Оставил мемуары. 

## Мемуары
- Ross, Hew Dalrymple (1871). Memoir of Field-Marshal Sir Hew Dalrymple Ross: Royal Horse Artillery. Kessinger Publishing. ISBN 978-1166943721.